# サイバー軍
サイバー軍（サイバーぐん、英語: Cyber Force）は主にサイバー空間での作戦を担当する軍の部隊。一部の国では軍種として独立している。

## 軍種であるサイバー軍の一覧
- 中国人民解放軍サイバー空間部隊 - 中華人民共和国
- サイバー・情報空間軍 - ドイツ
- ノルウェーサイバー防衛軍 - ノルウェー
- シンガポールデジタル・インテリジェンス・サービス - シンガポール